# Do You Believe in Magic
«Do You Believe In Magic» («Веришь ли ты в волшебство?») — песня американской рок-группы The Lovin’ Spoonful. Вышла отдельным синглом в 1965 году. (Это был первый сингл из их дебютного альбома Do You Believe in Magic.)
Песня была написана одним из основателей группы Джоном Себастьяном.
В США в 1965 году песня «Do You Believe In Magic» в исполнении The Lovin’ Spoonful достигла 9 места в «Горячей сотне» (Hot 100) журнала «Билборд».
В 1978 году песня попала в первую сороковку в США в перепевке Шона Кэссиди (приходящегося родным братом актёру и певцу Дэвиду Кэссиди). В 2005 году свою версию как сингл выпустил дуэт сестёр Эли и Эй-джи (Aly & AJ).
Песня называется «Веришь ли ты в магию?». Исходя из текста, магия (волшебство) — это сила музыки, дающей счастье и свободу как тем, кто её создаёт, так и тем, кто её слушает.

## Премии и признание
В 2004 году журнал Rolling Stone поместил песню «Do You Believe in Magic» в оригинальном исполнении группы The Lovin’ Spoonful на 216 место своего списка «500 величайших песен всех времён». В списке 2011 года песня находится на 218 месте.
Также песня «Do You Believe in Magic» в исполнении группы The Lovin’ Spoonful входит в составленный Залом славы рок-н-ролла список 500 Songs That Shaped Rock and Roll.
В 2002 году оригинальный сингл «Do You Believe in Magic» группы The Lovin’ Spoonful (вышедший в 1965 году на лейбле Kama Sutra Records) был принят в Зал славы премии «Грэмми».